# Chaetocladius insolitus
Chaetocladius insolitus är en tvåvingeart som beskrevs av Caspers 1987. Chaetocladius insolitus ingår i släktet Chaetocladius och familjen fjädermyggor.
Artens utbredningsområde är Österrike. Inga underarter finns listade i Catalogue of Life.